# Stazione di Évian-les-Bains
La stazione di Évian-les-Bains è una stazione ferroviaria del dipartimento dell'Alta Savoia, in Francia, a servizio dell'omonimo comune.

## Storia
La stazione venne inaugurata il 1º giugno 1882 in concomitanza con l'apertura della tratta ferroviaria per Thonon-les-Bains.
Il 1º giugno 1886 si aggiunse il collegamento con Saint-Gingolph e la rete svizzera. L'apertura, nell'estate del 1888, della linea ferroviaria tra Ginevra Eaux-Vives (al tempo denominata stazione di Vollandes), Chêne-Bourg e Annemasse ne accrebbe ulteriormente l'importanza.
Nel 1938 venne sospeso il traffico viaggiatori per Saint-Gingolph (linea del Tonkin)  e nel 1988 anche quello merci.
Dal 1996 la stazione di Évian-les-Bains è collegata con Valence via Annecy, Chambéry - Challes-les-Eaux e Grenoble.
Dal 9 dicembre 2007 è stato attivato l'orario cadenzato con la stazione di Ginevra Eaux-Vives.

## Interscambio
- Funicolare di Évian-les-Bains
- Autobus urbani
- Linee interurbane dell'Alta Savoia
- Battelli lacustri per Losanna-Ouchy